# Vanessa Civiello
Vanessa Carmela Civiello (* 7. Mai 1991 in Stuttgart) ist eine deutsche Hörfunk- und Fernsehmoderatorin.

## Leben und Karriere
Bekanntheit erlangte Civiello 2009 als Teilnehmerin der 6. Staffel der RTL-Castingshow Deutschland sucht den Superstar, die sie aus gesundheitlichen Gründen bedingt durch den Konkurrenzkampf freiwillig verließ.
Civiello studierte von 2013 bis 2014 Logopädie in Regensburg und begann im Anschluss ein Volontariat im Funkhaus Regensburg. Danach moderierte sie von 2016 bis 2017 die Morningshow des Radiosenders bigFM, war hauptsächlich als Sprecherin für Werbespots tätig und von 2017 bis 2020 Moderatorin beim deutschsprachigen Inselradio auf Mallorca. 2020 wechselte sie zu RTL, wo sie seit Juni 2020 – gemeinsam mit Simón Albers und Florian Ambrosius – für den ganztägig sendenden Kinder-Radiosender Toggo Radio – betrieben von Super RTL – tätig ist. Seit August 2022 ist sie zudem Moderatorin der RTL-Morgenmagazine Punkt 6, Punkt 7 und Punkt 8.

## Moderation

### Fernsehen
- seit 2022: Punkt 6, Punkt 7, Punkt 8 (RTL)

### Radio
- 2016–2017: bigFM-Morningshow
- 2017–2020: Das Inselradio Mallorca
- seit 2020: Morningshow Toggo Radio